# Tasersuatsiaq
Tasersuatsiaq är en sjö i Grönland (Kungariket Danmark).  Den ligger i kommunen Qeqqata, i den sydvästra delen av Grönland, 4 km söder om orten Kangerlussuaq, och 300 km norr om huvudstaden Nuuk. Sjön kallades Lake Ferguson när Kangerlussuaq var en amerikansk flygbas. Tasersuatsiaq ligger 232 meter över havet.
Inlandsklimat råder i trakten. Årsmedeltemperaturen i trakten är −8 °C. Den varmaste månaden är juli, då medeltemperaturen är 13 °C, och den kallaste är mars, med −18 °C. Trakten runt Tasersuatsiaq består i huvudsak av gräsmarker.
Sjön är dricksvattenkälla för Kangerlussuaq. Det går en grusväg mellan sjön och orten. 